# فردریک نویهاوزر
فردریک نویهاوزر (متولد ۱۹۵۷) استاد ویولا ماندرفلد آلمانی و استاد فلسفه در کالج بارنارد و دانشگاه کلمبیا است. وی در فلسفهٔ سده‌های ۱۸ و ۱۹ اروپا، به ویژه روسو، فیشته و هگل تخصص دارد.

## تحصیلات و شغل
نویهاوزر در سال ۱۹۷۹ از کالج وبلش، با درجهٔ عالی فارغ‌التحصیل شد و دکترای خود را از دانشگاه کلمبیا دریافت کرد. قبل از بازگشت به دانشکده بارنارد/کلمبیا، نویهاوزر در دانشگاه هاروارد، دانشگاه کالیفرنیا، سن دیگو، دانشگاه کرنل و دانشگاه یوهان ولفگانگ گوته فرانکفورت تدریس می‌کرد.

## کار فلسفی
تمرکز نویهاوزر بر ایدئالیسم آلمانی و نظریه اجتماعی قاره‌ای است. وی چهار کتاب منتشر کرده‌است: نظریهٔ سوبژکتیویته در فلسفهٔ فیشته (ترجمهٔ سید مسعود حسینی به فارسی، تهران: ققنوس، ۱۳۹۲)؛ مبانی نظریهٔ اجتماعی هگل: تحقق بخشیدن به آزادی (انتشارات دانشگاه هاروارد، ۲۰۰۰)، که مرکزیت «آزادی اجتماعی» را در اندیشهٔ سیاسی هگل مطرح می‌کند؛ تئودیسه حبِ نفس روسو: شر، عقلانیت و انگیزه شناخت (انتشارات دانشگاه آکسفورد، ۲۰۰۸)؛ و نقد روسو بر نابرابری: بازسازی گفتار دوم (انتشارات دانشگاه کمبریج، ۲۰۱۴).
آخرین اثر او تشخیص آسیب‌شناسی اجتماعی: روسو، هگل، مارکس و دورکیم (انتشارات دانشگاه کمبریج، ۲۰۲۳) بر ایدهٔ «آسیب‌شناسی اجتماعی» در فلسفهٔ قرن ۱۸، ۱۹ و ۲۰ متمرکز شده است.